# Chitose Karasuma
Chitose Karasuma (烏丸 ちとせ?, Karasuma Chitose) è un personaggio immaginario della serie di manga, anime e videogiochi Galaxy Angel. Il suo Emblem Frame è lo Sharp Shooter.

## Il personaggio

### Nell'anime
Introdotta nella quarta stagione, Chitose appare perennemente malaticcia dai ragazzi blu che si unisce al team della Twin Star. Anche se cerca di farsi degli amici, Chitose è piuttosto impacciata nel rapportarsi agli altri. Per una propria forma di insicurezza, Chitose immagina che gli altri membri del team, e soprattutto Milfeulle, nutrano rancore e vendetta nei suoi confronti e le facciano ostracismo.

### Nei videogiochi
Introdotta la prima volta in Galaxy Angel: Moonlit Lovers, Chitose prende il posto di uno dei membri originali di Galaxy Angel, che lascia il team per stare per Takuto. Educata, tranquilla e ai modi garbati, oltre che estremamente intelligente, Chitose si unisce al team della Twin Star per il suo rispetto ed ammirazione nei confronti di suo padre.

### Nel manga
Ultimo membro ad unirsi all'Angel Troupe, viene trovata alla deriva nello spazio in una capsula di salvataggio, unica sopravvissuta di un'astronave distrutta. Chitose ha inoltre perso la memoria, benché riuscirà a recuperarla con il tempo grazie a Takuto ed alle compagne. Proprio per via della premura di Takuto nei suoi confronti, Chitose svilupperà una cotta nei suoi confronti. Si scoprirà che la mente di Chitose è controllata da un'entità aliena che la sta utilizzando per i propri scopi.

## Doppiatori
In Galaxy Express, Milfeulle Sakuraba è doppiata in giapponese da Saori Goto, in inglese da Tegan Moss ed in tagalog da Grace Cornel.

## Apparizioni
- Galaxy Angel (2001) - Serie TV anime
- Galaxy Angel (2001) - Manga
- Galaxy Angel Z (2002) - Serie TV anime
- Galaxy Angel A (2002) - Serie TV anime
- Galaxy Angel (2002) - Videogioco
- Galaxy Angel Party (2003) - Manga
- Galaxy Angel AA (2003) - Serie TV anime
- Galaxy Angel S (2003) - Special
- Galaxy Angel: Moonlit Lovers (2002) - Videogioco
- Galaxy Angel 2nd (Beta) (2004) - Manga
- Galaxy Angel X (2004) - Serie TV anime
- Galaxy Angel: Eternal Lovers (2002) - Videogioco
- GALAXY ANGEL ~The Musical~ìì (2005) - Musical